# Africké skautské jamboree
Africké skautské jamboree je oficiální akcí afrického regionu světové skautské organizace WOSM.
Koná se v nepravidelných intervalech, poslední africké jamboree se konalo v roce 2016 v Pobřeží slonoviny. Akce se zúčastnilo 1 200 skautek a skautů.

## Seznam Afrických skautských jamboree
| Událost                   | Země              | Místo                              | Datum              | Téma                         |
| ------------------------- | ----------------- | ---------------------------------- | ------------------ | ---------------------------- |
| 1st All-Africa Jamboree   | Nigérie           | Jos                                | 1976               |                              |
| 2nd All-Africa Jamboree   | Uganda            | Kaazi                              | 1989               |                              |
| 3rd All-Africa Jamboree   | Ghana             | Accra                              | 1994               |                              |
| 4th All-Africa Jamboree   | Keňa              | Nairobi                            | 9. – 19. 8. 2000   |                              |
| 5th All-Africa Jamboree   | Mosambik          | Catembe                            | 21. – 31. 7. 2006  |                              |
| 6th Africa Scout Jamboree | Burundi           | Gitega                             | 28. 7. – 5. 8 2012 | Skauting pro pozitivní změnu |
| 7th Africa Scout Jamboree | Pobřeží slonoviny | Yamoussoukro                       | 1. – 10. 8. 2016   |                              |
| 8th Africa Scout Jamboree | Uganda            | Kaazi National Scout Camp, Kampala | léto 2020          |                              |